# تومي يوريتش
تومي يوريتش ((بالإنجليزية: Tomi Juric)‏؛ مواليد 22 يوليو 1991 في سيدني، نيو ساوث ويلز) لاعب كرة قدم أسترالي. يجيد اللعب في مركز الهجوم مع منتخب أستراليا الوطني و نادي وسترن سيدني واندررز في الدوري الأسترالي الممتاز.

## روابط خارجية
- تومي يوريتش على موقع الاتحاد الدولي (مؤرشف)  (الإنجليزية)
- تومي يوريتش على موقع الاتحاد الآسيوي (الإنجليزية)
- تومي يوريتش على موقع قاعدة بيانات كرة القدم.إي يو (الإنجليزية)
- تومي يوريتش على موقع ناشيونال فوتبول تيمز (الإنجليزية)
- تومي يوريتش على موقع Soccerway.com (الإنجليزية)
- تومي يوريتش على موقع عالم كرة القدم.نت (الإنجليزية)
- SoccerWay.com